# 김이섭 (문학자)
김이섭은 대한민국의 독문학자, 독일어 번역가이다. 연세대학교 독어독문학과를 학사 학위했다. 미국 캘리포니아 주립 대학교와 독일 하이델베르크 대학교에서 수학했고, 독일 자르브뤼켄 대학에서 박사 학위를 취득했다. 저서로 <하인리히 뵐과 휴머니즘>, <독일의 분단문학과 통일문학>, <현대유럽의 사회와 문화>, <행복 누리>, <지혜 상자>가 있으며, 헤르만 헤세의 《수레바퀴 아래서》(민음사판)를 번역하였다.